# خورموج (لالة زار)
خورموج (بالفارسية: خورموج) هي قرية تقع في إيران في ناحية لاله زار.